# JAM STATION
JAM STATION(ジャムステーション)は、USPが運営しているインターネットラジオサイト。番組の更新は、主に月1、2回のもので構成されている。

## 放送中の番組
【08年2月現在】
- ch.? ポンコツラジオ（スペシャルプログラム）
- ch.0 アニメチックランド
- ch.1 Raele's Healing Garden
- ch.1 !OTTOTTO!
- ch.2 ビューティーブラックバス（自然消滅？のため終了）
- ch.2 恋愛JAWS II（最終回のため終了）
- ch.3 USP通信
- ch.4 すごろくあわー
- ch.6 あっぱれ!××おとめ組
- ch.6 バリ3男組
- ch.7 ななチャンネル
- ch.8 Kamakur@ Love
- ch.9 通販通信～修行中♪（関連商品の通販番組）